# 西藏问题

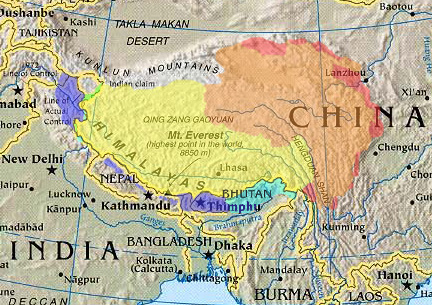
西藏流亡政府所說的「大西藏」涵蓋青海和四川、雲南、甘肃藏区

雪山獅子旗

西藏问题是指中華人民共和國對西藏是否擁有主權的問題，由此引發部分藏人希望在目前的西藏流亡政府的领导下，實現西藏地區自治，爭取西藏地區的政治、宗教、言論自由，要求中華人民共和國政府停止侵犯西藏人權，不再向西藏移民，同時停止在西藏地區長期以來的核試驗和傾倒放射性核廢料行為的政治運動。:6, 9-11
西藏流亡政府是由十四世達賴喇嘛在印度成立。流亡政府認為，1959年中國人民解放軍在拉薩向達賴的追隨群眾開槍，并包圍達賴的住處，西藏再次發生大規模衝突。同年十四世達賴逃離拉萨，因故一些藏人認為無法融合，要重新推行清末以來的西藏独立运动。1980年代，西藏流亡政府首領达赖喇嘛一度放棄獨立，要求“大藏区地区”实质自治，到1989年，中国大陸爆发六四事件，西藏流亡政府再次要求独立。1997年以后，达赖喇嘛重新强调自己仍追求实质自治。但隨著2011年达赖喇嘛宣布放棄政治權力並從此退休，該運動目前由掌握實權的西藏流亡政府繼續領導，最終政治目標是要求大西藏地区實現自治獨立。西藏流亡政府所訴求的“大藏区地区”合并也是現今西藏問題之一。

## 名稱
1949年中共中央主席毛澤東在8月進攻蘭州時提出「西藏問題」要求解放軍第一野戰軍司令員兼政委彭德懷預做準備，11月再度提出，並認為這是需要「出兵解決的問題」。相關電報內容在當時屬機密。1959年拉薩衝突後，中國官方人民出版社才開始以「西藏問題」來稱呼。

## 大藏区

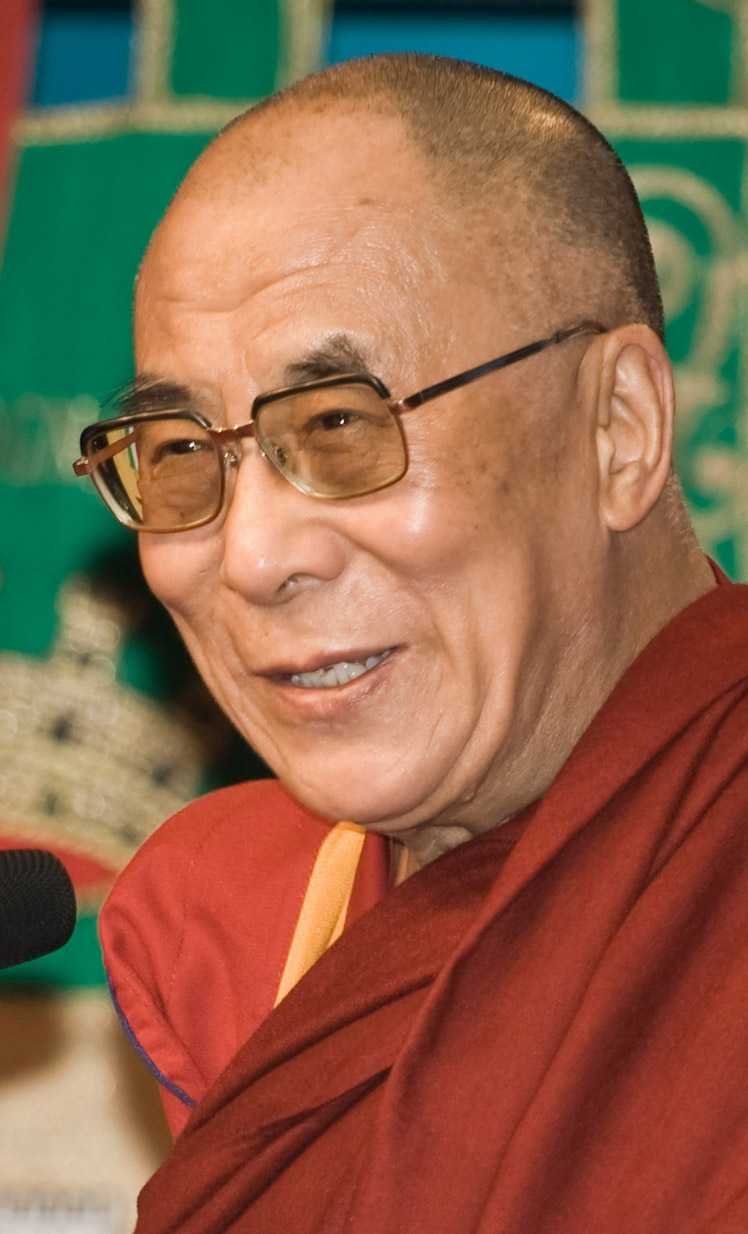
14世達賴喇嘛於2007年

西藏流亡政府主張的大西藏地区包括衛藏、康區、安多三個西藏傳統地區，相當於現在中华人民共和国西藏自治区、青海省、四川省西半部的甘孜、阿壩，以及新疆、甘肃、云南少部分地區，面积达240万平方公里。大西藏地區主張是團結流亡藏人的重要主張，如果西藏流亡政府決定不追求大西藏地區，就會與來自康區、安多的流亡藏人(主要是康巴人)造成分裂，永久性的破壞流亡藏人社區的團結。
中华人民共和国則強調在18世纪清朝雍正帝在位时，清政府即划分西藏和青海、四川、新疆等省份的边界，后面这些地方自那时开始已不在拉萨的管辖下。而噶廈成立于清朝乾隆帝颁布的诏令（西藏善後章程），故噶廈实际上从未管辖过此前已被划离西藏的地区。十四世達賴喇嘛於1982年派出的三人代表團都生於西藏自治区之外的地區，象徵「藏人治藏」的要求來自整個大藏區，而非僅限於噶廈統治區。
大藏区的其他民族包括：白族、布朗族、保安族、东乡族、汉族、哈萨克族、回族、珞巴族、傈僳族、苗族、蒙古族、土族、门巴族、纳西族 （包括摩梭人）、羌族、 怒族、普米族、撒拉族和彝族。

## 自治計劃
1987年9月21日，达赖喇嘛在华盛顿对美国国会的演讲中提出解决西藏问题的五点和平计划，其中包括把整個西藏轉化成為一個和平地區，要求印度軍隊從喜馬拉雅山靠近西藏的地區撤走，中華人民共和国军队撤出“大西藏”地区。同時要求中華人民共和國停止在西藏製造核武器及儲存放射性核廢料。
西藏流亡政府于2008年向中华人民共和国政府递交的《为全体藏人获得真正自治的备忘录》中重申应对在中华人民共和国境内的藏人进行统一的管理，“现今的行政区域划分，将西藏人分散在中华人民共和国的自治区和许多省份当中，从而造成藏人被分散割裂，各个地区发展不平衡，同时也严重削弱了保护和弘扬民族特性，文化与佛教传统的力量。这一政策不但没有尊重西藏民族的统一性，反而进行民族分裂，对西藏民族的统一性制造障碍，践踏了民族自治的精神。在新疆和内蒙等主要的少数民族地区，大部分人民都包含在各自的自治区域内，而聚居的西藏民族却被划并不同的省区，仿佛在对待不同的民族。”
吐蕃從七世紀起統治大西藏地区，藏文化逐漸成形。在18世纪的清朝时即已開始侵略分割藏區（如乾隆帝十全武功中的大小金川之役），其后拉萨所管辖的地域即大致相当于今西藏自治区的范围。中华人民共和国成立后繼續對西藏的侵略，不過当今西藏自治区的面积比中华民国所设置的西藏地方要大。

## 中華人民共和國立場
中華人民共和國主張西藏問題是帝國主義侵略遺留的問題，主要從維護國家主權的觀點出發，主張中國是多民族國家，認為在西方帝國主義介入中國之前，西藏自古是中國不可分割的一部分。西藏問題的產生源於帝國主義意圖分裂中國領土而未成功的遺緒。

## 學術觀點
學術界對西藏問題的觀點可以歸類為以下幾種：:9-11
1. 現代化過程產生的悲劇：例如王力雄《天葬》屬於此種觀點。 此主張大致上同意當代西藏屬於中國的一部分，但認為傳統的中藏關係並不能武斷套用主權概念。《天葬》一書承認中藏各自具有王朝與王國歷史，雙方的互動關係乃是一種傳統上以中國為中心的「天下體系」與「朝貢體系」。由於西方的侵略，中國在現代化過程中對勢力範圍內各地採取積極作為並同時轉型成為現代的民族國家，進而刺激影響西藏原有的社會體系並反抗中國。此種觀點對中藏雙方多採取同情與理解的態度。
2. 后殖民主义觀點：可以Dibyesh Anand為代表。此種觀點同意不應該用現代主權觀念理解傳統的中藏關係，也同意是因為西方的介入而導致了中國的轉型，但更加以延伸探討這些要素如何刺激影響西藏的轉變。此種觀點採取後殖民的角度，主張中藏皆因為面對一個巨大的「他者」而試圖凝聚建構「自我」的主體性。中國以西方為他者，而西藏則以西方與中國為他者。凝聚的過程伴隨著論述不斷的互動與再造。[11]
3. 人權觀點：這類的討論基本上較不太碰觸主權問題，而多以現狀事實為出發點，關懷的對象是在解放軍入藏後，中華人民共和國政府破壞藏人的語言、宗教、文化、人權，包括強迫同化與文化滅絕，乃至於環境維護等種種議題。此種切入的角度主要將焦點放在質疑中華人民共和國政府的作為，並認為中華人民共和國政府應正視並改善這種情況。[12][13]
4. 領土控制的問題：可以戈德斯坦為代表。他認為西藏問題的核心就是在「誰統治、誰居住以及誰決定這塊土地的歸屬」，因而衍生種種爭端，並各自建構論述。因此即使今天西藏地區並不存在著迫害人權的事實，西藏問題也仍然會存在，達賴喇嘛與中共之間也仍然會繼續對立。影響所及，雙方甚至把歷史書寫作為鬥爭場域，包括對雙方關係的描寫，以及大西藏的存在與否等。[14]

## 國際態度
西藏獨立問題牽扯到世界各國在其週遭地區極為複雜的政治與經濟利益，其中包括曾統治印度的英國就曾對西藏自治表達大力支持。中華人民共和國建立后，冷战双方的敵對使得西藏獨立運動得到西方的支持。由于西方媒體难以进入西藏自由采访，难以获得西藏被控制后相当时期内真实情况的新聞源，故而第三方的獨立報道長期缺失。同时，世界上共產黨掌權的國家都發生了大量的人權問題，中国共产党也在建國后造成了大量侵害人权的事件，中国共产党在西藏的處理，在西方媒體上的形象一直较为负面。
21世紀起，在中国大陸改革開放、国力日益强大之後，隨著對西藏地區统治日久，交通條件、生活品質、教育逐漸改善，仇恨排斥與衝突得到緩解，中華人民共和國政府向少數民族地區移居漢族的政策似乎也取得了成功，有了漢藏和平交流的經驗，中華人民共和國政府認為西藏獨立建國的可能性大為降低，不過位於印度的西藏流亡政府仍在坚持。

### 1950年前对外关系
西藏在1950年以前爭取國際法上承認西藏獨立的活動不多，主要活動是徒勞無功的試圖加入國際聯盟、萬國郵政聯盟，以及1948年前往英美等國的貿易代表團。
英國駐錫金政務官弗雷德里克·馬士曼·貝里於1924年訪問拉薩，郵政總局局長擦絨·達桑占堆向他詢問西藏加入萬國郵政聯盟的事宜。由於英印政府決定對此採取消極態度，而擦絨等改革派不久逐漸失勢，此事沒有結果。
帕拉·索南旺傑（噶廈噶倫帕拉·扎西達吉之子）在英國時在十三世達賴喇嘛知情下，於1927-1928年間與國際聯盟協會的喬治·弗里蘭·巴伯爾通信，討論西藏加入國際聯盟的問題，希望國際承認西藏獨立。他的第一封信說：「西藏加入國際聯盟會不會有任何反對意見？我們是一個獨立國家，中國宣稱對我們有宗主權，但我們從未承認過這一點。」索南旺傑後來委託查爾斯·阿爾弗雷德·貝爾與他人聯絡加入國聯問題以便保密，但是後來西藏並沒有正式申請加入國聯。
英國駐拉薩使團從1936年8月成立後成為英國與西藏關係的中心。使團直属於駐錫金政務官，其法律地位故意保持模糊，英國並未因為使團成立而接著承認西藏独立。1947年8月印度獨立後該使團改為印度駐拉薩使團，直到1952年在中華人民共和國周恩來總理建議下才降格為總領事館。
1949年7月22日，在尼泊爾申請加入聯合國的官方文件中，按如下順序列舉了與六個邦交國主權獨立國家的外交關係：英國、西藏、法國、美國、印度、不丹。由於聯合國要求申請入會的國家必須證明自身是主權獨立的，其中一項判斷標準，就是申請國須獲得其他主權獨立國家的承認。在這份尼泊爾申請入會的文件中，西藏被列於英國之後，法國、美國、印度、不丹之前，證明主權國家尼泊爾對西藏獨立主權的承認。聯合國接受了尼泊爾成爲正式會員國，也表明聯合國對尼泊爾所列舉入會理由的認可。這份文件的日期是1949年7月22日，其時宣稱對西藏擁有主權的中华民国则因忙于国共内战无暇顾及，而中華人民共和國政權本身尚未建立。

### 聯合國相关決議
关于西藏的主权争议，联合国大会于1959年，1961年，和1965年通过三项决议，分别为
- 联合国大会决议第1353号（1959年）；[24]
- 联合国大会决议第1723号（1961年）；[25][26]
- 联合国大会决议第2079号（1965年）[27][28]

决议呼吁尊重藏族人民的基本人权、民族自決权、宗教、文化自由。

### 藏印關係
在英屬印度時期，英國的政策是支持西藏自治，作為印度的緩衝區。
雖然西藏流亡政府位於印度，但基於印度政府和中華人民共和國政府的關係，印度和西藏流亡政府之間也有一些争议矛盾，而印度希望成為地区性的主導國家，它似乎并不支持西藏真正实现独立。更可能的原因是印度希望利用西藏問題來牽制中国大陸，但又不愿歸還主權有爭議的土地給藏人，加上害怕國內分裂分子有樣學樣，故而在西藏問題上印度的態度一直十分曖昩。印度政府自尼赫鲁時代起，1950年和中華人民共和国建交後，由於承認一個中國，印度並無明確表達其立場。1959年，達賴出逃時印度曾提供協助，之後中印關係緊張導致中印邊界戰爭爆發。2004年中印关系缓和，印度宣布承认西藏自治区属于中華人民共和国，而中華人民共和国也承认印度在1975年占领的原主权国家锡金成为印度锡金邦的合法性作為交換。然而，直到現在，中華人民共和國政府仍不接受印度根据以前英帝国政府與西藏政府于1914年以西姆拉条约劃给英属印度的麥克馬洪線以南藏南地區、即印度阿鲁纳恰尔邦绝大部分，中華人民共和国认为此一地区属于中国西藏自治区的山南地区。当时的中国北洋政府代表拒绝在西姆拉条约上签字，而历届中国政府也从不承认此条约。

### 藏美关系
美國藏學研究之父柔克义是第一个进藏的美国人。在史密森尼学会的贊助下，他於1888-1889年和1891-1892年对蒙藏进行了兩次探險。著有《Land of the Lamas》、《Diary of a Journey Through Mongolia and Thibet in 1891 and 1892》、《The Dalai Lamas of Lhasa and Their Relations with the Manchu Emperors of China. 1644-1908》等。
1942年，由于日軍攻佔缅甸，滇缅公路被切断，中華民国政府决定修筑一条从印度通过西藏到云南的公路。这一计划得到美国的支持。同年8月，美国战略情报局（美国中央情报局前身）的两名军官伊莉娅·安德烈耶维奇·托尔斯泰上尉和布魯克·多蘭中尉抵达拉萨。他们是美国首次派遣入藏的使者。
1946年底，美国驻印使馆代办梅里爾提醒国务院“在目前印度、缅甸、印度支那与中国战局不稳定的情况下，”美国要“防止在这些国家的反美势力控制政权”，为此他建议“美国可以考虑在西藏建立空军基地和火炮发射基地”。他强调达赖喇嘛的佛教主义是一种在亚洲中部及南亚佛教国家影响较大的反对共产主义的意识形态，美国可以用它“作为亚洲遏制共产主义的屏障”。但梅里尔的建议没有被采纳，因为美国不愿意因西藏问题引起中華民国的国民政府的不满。
1948年初，西藏时任财政部长的夏格巴·旺秋德丹率领一支商务代表团访问美国。此行目的有三：其一，试图与美国高层领导人建立直接联系，以求在美国政府的帮助下实现“西藏独立”；其二，从美国获得金融通货；其三，在美国秘密采购武器，以准备独立时用。中華民国政府7月12日向美国驻华使馆提出书面声明和质询。在中華民国外交的压力下，美国国务院远东司中国科电告中華民国大使馆：“美国坚持承认中華民国在西藏的宗主权的一贯立场，美国政府无意变更其对西藏立场之意”。
1948年底，美国国务院派一位资深的外交家，苏联、东欧问题专家洛伊·韓德遜就任美国驻印度大使。1949年初，韓德遜向国务院建议：鉴于国民党政權“有可能失去中国”，美国应该重新修订美国西藏政策，承认“西藏独立”。但经过讨论，国务院最终采纳远东司官员露絲·培根的观点。她认为：其一，美国对西藏的政策不仅涉及美藏关系，而且还涉及美国与中華民國政府的关系问题；其二，由于西藏地理位置偏僻，政府和社会极端落后，使西藏发挥作用十分困难；其三，只有在美国采取大量的经济和军事援助的情况下，西藏才能发挥作用，而美国采取这些援助只能取道邻国印度，如果印度不与美国合作，那么美国对西藏援助物资的运送和与西藏关系的发展会十分艰难。由此，她认为，美国对西藏政策的最佳选择是：
1. 目前美国仅可以把西藏作为朋友相待；
2. 要避免卷入中国对西藏问题复杂的“宗主权”的争论之中，同时等待中国形势的发展明了再作选择；
3. 一定要避免共产党接管西藏；
4. 要考虑西藏独立、从中国分离是否有一个可行的、合法的、永久的方案。

1950年11月1日，美国国务卿迪安·艾奇遜在一次新闻发布会上宣称美国将会认真看待共产党向西藏发动进攻的任何一种新证据。11月15日，拉美萨尔瓦多代表团团长赫克托·戴维·卡斯特罗在联合国大会上提出讨论西藏问题，但印度和英国两个由于历史或地理等原因最有发言权的国家，不愿触怒中華人民共和國（印度不愿意因西藏而捲入“保卫西藏”的战争；英国更关心其在香港的利益受損），最后，印度强调西藏问题仍“存在和平解决的机会，联合国还可以对此做工作”。11月24日，联大总务委员会决定无限期延缓讨论这一问题。
自從中華人民共和國成立，由於冷戰的需要，美國中情局直接資助14世達賴喇嘛的兩個哥哥，在1950至1959年之間，中情局數次鼓勵14世達賴喇嘛公開和中共對抗，進而流亡國外。同時，與英國一起促使印度同意接納14世達賴喇嘛和流亡的藏人。1950年代，美國在科羅拉多山谷秘密訓練藏獨武裝人員，並于1957年至1961年間，空投到西藏與中共作戰。
2020年12月，美国国会通过“西藏政策及支援法”，重申藏人有权选择其精神领袖达赖喇嘛的接班人。
2022年12月，美国财政部以吴英杰和张洪波对西藏囚犯实施酷刑，法外处决囚犯并强迫绝育為由，凍結兩人在美国的资产。為報復美國制裁，中方宣佈对美国国务卿办公室前中国政策首席顾问余茂春和美國國會及行政當局中國委員會副主任陶德斯坦恩（Todd Stein）实施制裁。
2023年8月22日，美國國務院宣佈，根據《移民及國籍法》的規定對中國官員實施簽證限制，原因是他們涉及強迫同化超過一百萬藏族兒童在政府開辦的寄宿學校就讀，指有關強制性政策旨在消除年輕一代藏人中西藏獨特的語言、文化和宗教傳統。美國敦促中方停止強迫西藏兒童進入政府開辦的寄宿學校，並停止在西藏和中國其他地區的鎮壓同化政策。
2024年5月和6月，美國參議院和美国众议院相繼通过《促进解决西藏-中国争端法》(Promoting a Resolution to the Tibet-China Dispute Act) 。该法案驳斥了中国政府有关“西藏自古以来就是中国领土一部分”的说法，并认定西藏地位悬而未决。这项法案还提到法案內所指的西藏并非只限于西藏自治区，也包括甘肃、青海、四川和云南省境内的藏区。7月12日，美國總統拜登签署该法案，但表示該法案不会改变美国承认西藏自治区和藏区是中华人民共和国一部分的政策。

### 藏臺關係
中华民国主張西藏是其一个自治地方，其事务受蒙藏委員會管理。中华民国政府遷台後仍持此立场。第十四世達賴喇嘛於1997年、2001年及2009年三度訪問臺灣，分別拜會當時的中華民國總統李登輝和陳水扁，以及民主進步黨主席蔡英文等政要。2009年，當時的中華民國總統馬英九拒絕會面，即使其在台北市長任內曾會見達賴。達賴喇嘛亦於臺灣臺北市設有「財團法人達賴喇嘛西藏宗教基金會」，以介紹西藏文化、弘揚藏傳佛法，並促進台灣與流亡藏人之間彼此的了解，加強雙方的合作關係。
臺灣也有關切西藏人權的「台灣圖博之友會」（「圖博」即西藏自稱音譯），反對西藏當地的人權侵犯行為，並以言論及行動支持圖博人民依據國際法所享有之政治、經濟、社會、文化及宗教權利。
中華民國總統陳水扁於2008年藏區衝突發生之際表示「西藏與中國雖然簽署了和平協議，但協議隨時可能變成廢紙，」「仍無法避免1959年的血腥鎮壓，1989年也再度爆發血腥鎮壓，當時下令鎮壓的就是當時擔任西藏黨委書記的胡錦濤，19年後，胡錦濤成為中共總書記，仍再度發生這件令人遺憾的事件。」
前海峽交流基金會副董事長暨秘書長陳榮傑表示「1951年，西藏在砲火下，簽署《和平解放西藏協議》，其後，中共動輒鎮壓，所謂和平協議不如廢紙一張。國共打打談談，和談只是另一場戰爭的開始。」
臺灣的民主進步黨在質疑總統馬英九所提依「國家需要、民意支持（先經公民投票同意）、國會監督」等前提條件與中國大陸簽署和平協議時表示，西藏與中國大陸政府和談失敗的經驗在國際上是研究中國大陸外交談判的重要案例，中國大陸不是可以輕易信賴的談判對象，和平協議若缺乏第三者的監督與保證，對台灣根本沒有保障。台灣團結聯盟黨主席黃昆輝則警告：中共在簽完此協議之後就大舉進軍（派共軍佔領）西藏，殷鑑不遠。

## 重要事件
- 1720年（清康熙五十九年）

清朝出兵西藏赶走准噶尔汗国军队并护送七世达赖喇嘛回藏。清政府从此在西藏驻军。
- 1727年（清雍正五年）

雍正帝始派駐藏大臣两員驻拉薩协同辦理西藏事務。
- 1751年（清乾隆十六年）

珠爾默特那木札勒之亂平定后，清廷頒行四川总督策楞所奏《西藏善後章程》十三條，設立噶廈政府，長官為噶倫，秉承駐藏大臣、達賴喇嘛旨意辦事。
- 1793年（清乾隆五十八年）

清军击败侵入西藏的廓爾喀军队后，乾隆帝颁行大将軍福康安所奏《钦定藏内善后章程》二十九条，整顿西藏各项事务，包括活佛转世實行金瓶掣籤制度等。此后西藏的政务基本依照此章程行事。
- 1904年（清光緒三十年）

英属印度外交使團在荣赫鹏的率领下经由錫金進入西藏要求談判不成，演變成英國侵藏戰爭，最後攻陷拉薩，第十三世達賴喇嘛出逃，英國與噶倫等官員簽訂《拉薩條約》，駐藏大臣則拒絕簽署。
- 1906年（清光緒三十二年）
- 清政府派出修約代表，與英國簽訂《中英續訂藏印條約》，英國承諾不占領藏境及不干涉西藏一切政治，中國則保證不准他外国干涉藏境及其一切内治。
- 1910年（清宣統二年）

2月25日，清廷下詔革去土登嘉措「達賴喇嘛」封號，同時令駐藏大臣聯豫依例尋訪靈童，另立新達賴喇嘛。
- 1911年（清宣統三年）

10月10日，辛亥革命爆发，驻拉萨清军随后亦陷入动荡。
- 1912年（中華民國元年）

年初，流亡印度的十三世达赖喇嘛发布《告民众书》“（汉人）固当驱除净尽……总期西藏全境汉人绝迹，是为至要”，擦絨·達桑占堆承达赖之意组成一万名“西藏民军”，围攻江孜、亚东、日喀则等地的清军，史称第一次驅漢事件。。
10月28日，袁世凱代表北洋政府發電表示恢復「達賴喇嘛」封號。十三世达赖喇嘛拒絕，表示他要在西藏行使政教權力，原來就沒有要求中國政府給予封號。
至年底，因清朝灭亡和中华民国成立，满汉驻军和驻藏大臣全部离开拉萨。
- 1913年（中華民國二年）

1月6日，逃往印度的十三世达赖喇嘛返回拉萨。
1月11日，藏方代表阿旺德爾智与蒙古签订《蒙藏條約》，互相承认独立。
2月14日，达赖喇嘛在布达拉宫发表《聖地佛諭》，阐述西藏一直具有的独立地位，将元朝开始与中国中央政府的关系定义为宗教性的供施关系，随着与清朝中央政府矛盾的爆发和清朝的崩溃，这些关系都已经结束。一些學者將《聖地佛諭》看作是西藏的獨立宣言。
10月13日，在英国的要求下，西藏、英国和中华民国政府的代表在西姆拉举行三方会谈。西藏的立场是要求承认和保证其完全完整的独立地位；中华民国中央政府则坚持西藏是中华民国领土不可分割的一部分，要求拥有西藏的外交和国防权利，以及一定程度的地方行政权利；英国则以划分外藏和内藏的方案进行调和，并据此提出了一个协议，內藏（青海，甘南，川西，滇北）主权归中国，外藏（除安多和康省的藏区，基本等同于今天的西藏自治区）建立西藏国，内政自治，外交归中国，中国享有其宗主权，但不拥有主权。西藏与英国签署了西姆拉条约，但中华民国政府最终拒绝在协议上签字，并拒绝承认英藏双方签订的任何条约和协议，即所谓的“麦克马洪线”将部分西藏领土划归印度。
是年达赖喇嘛在西藏发行货币和邮票。
- 1929年（中華民國十八年）

在多年未有正式接触之后，蒋介石向达赖喇嘛致信，敦促其按照五族共和的理念，让西藏尽快加入中华民国。中华民国外交部发表声明宣称蒙藏皆为中华民国不可分割的一部分。
- 1933年（中華民國二十二年）

12月17日，十三世達賴喇嘛土登嘉措在拉薩圓寂。
- 1938年（中華民國二十七年）

9月24日，中华民国蒙藏委員會頒佈《喇嘛轉世辦法》，共13條。重申金瓶掣籤制度。明確規定十四世達賴喇嘛、班禪額爾德尼、哲布尊丹巴呼图克图暨各處向來轉世之呼圖克圖、諾門汗、班第達等圓寂後，應報由該管地方最高行政機關轉報蒙藏委員會備案；轉世靈童訪獲後，報由該管地方最高行政機關轉報蒙藏委員會查核，分別掣簽等等。
- 1940年（中華民國二十九年）

1月15日，中华民国特使吳忠信一行抵達拉薩。
1月26日，熱振呈請對達賴轉世靈童拉木登珠免於金瓶掣籤，吳忠信向中央轉報核准，同時於羅布林卡會見了靈童。
1月31日，行政院長蔣中正向國民政府呈請發佈明令准拉木登珠繼任十四世達賴喇嘛。
2月5日，國民政府發佈命名：「青海靈童拉木登珠，慧性甚深，靈異特著，查系第十三輩達賴喇嘛轉世，應即免於抽籤，特准繼任為第十四輩達賴喇嘛」，並撥給40萬元作為坐床典禮經費。最终，第十四世達賴喇嘛并未经过金瓶掣籤，吳忠信也未主持坐床仪式。
- 1945年（中華民國三十四年）

西藏政府向中国國民政府派出代表团，祝贺其取得二战的胜利，并就一些问题进行商讨和谈判，並参加次年举行的中华民国国民大会。

- 1946年（中華民國三十五年）

西藏制憲國大代表与其他国大代表一同参与制宪国民大会，完成《中华民国宪法》的制定。
- 1948年（中華民國三十七年）

年初，西藏政府财政部长孜本夏格巴率领“商务代表团”访问美国，试图与美国高层领导人建立直接联系，以求在美国政府的帮助下实现西藏独立。但在民國政府外交压力下，美国国务院远东司中国科电告中国大使馆：“美国坚持承认中国在西藏的宗主权的一贯立场，美国政府无意变更其对西藏立场之意”。
- 1949年（中華民國三十八年）

10月1日，当时中華人民共和國实际控制区域仍未及於西藏等地區，北京的广播电台宣称：“中国人民解放軍一定要解放包括西藏、内蒙、海南、台湾在内的中国领土。”
11月2日，噶厦政府致函毛澤東，表示希望進行會談，派遣了孜本夏嘎巴、孜江堪穷·土登嘉波二人为代表。两人在香港簽證時，獲得中共的通知：即將到任的中共駐印度德里大使將與他們會談。中共方面代表聲明：“西藏的國防由中共負責，承認西藏是中國的一部分。在承認上述條件后，代表們為了作出決定可以前往北京。”噶厦政府表示无法接受，由此和谈未能进行。
- 1950年

10月7日，由军官王其美率领的解放军四万余人分八路向康区首府昌都進軍，八千余人的藏军不敵戰败。两天后解放军繼續向昌都方向推進，俘获多麦总管阿沛·阿旺晋美及其手下士兵。同日，噶厦政府向联合国秘书长呈交报告：“西藏人民已清楚无力阻擋中共軍隊的前進，西藏人已應允與共產黨政府進行和談。虽然长久热爱和平的西藏人民欲要战勝熟练於战争的共產黨軍隊的希望并不大，但我們相信在世界的任何地方，只要發生侵略行为，联合国是必定会帮助予以抗击的。”
10月17日，面對中國人民解放軍的軍事力量，在西藏眾多僧侶的要求下，丹增嘉措提前正式繼位親政，處理政教事務。隨后达赖喇嘛丹增嘉措被迫離開拉薩，暫居西藏南部的錯模避难。
- 1951年

4月，在打败西藏东部和北部的少数藏军，解放军约几万人向西藏中部地区推进。西藏噶厦政府代表团不得不前往北京进行和谈。以阿沛·阿旺晋美为首的五人代表团前往北京。
5月23日，西藏代表团在没有向西藏地方政府彙報的情况下与北京政府签订了《中央人民政府和西藏地方政府关于和平解放西藏办法的协议》，协议一共十七条，规定：“西藏人民团结起来，将帝国主义侵略势力驱逐出西藏；西藏地方政府积极协助人民解放军进入西藏，巩固国防；西藏实行民族区域自治；西藏现行政治制度和达赖喇嘛、班禅额尔德尼的固有地位及职权，中央不予变更，各级官员照常供职；实行宗教信仰自由的政策，尊重西藏人民的宗教信仰和风俗习惯；逐步发展西藏民族的语言、文字和学校教育，以及农牧工商业，改善人民生活；西藏地区的涉外事宜，由中央统一管理。”协议还明确规定，有关西藏的各项改革事宜，中央不加强迫，西藏地方政府自动进行改革。这个文件标志着中華人民共和国实现了对西藏的控制。
5月27日，達賴喇嘛從北京的廣播中得知签订和平解放西藏十七條協定的消息。
7月，張經武將軍抵達錯模會見丹增嘉措，打算讓達賴喇嘛與解放軍軍隊一同進入拉薩。但丹增嘉措堅持自己先回拉薩。
8月，避難在外大半年的達賴喇嘛回到拉薩。
10月26日—27日，代表中華人民共和國的三千余解放军进入拉萨。另外，从西藏东部和新疆等地有两万余解放军进入西藏，并控制了日土、噶尔等重要地区，随后又进驻江孜、日喀则等地。于是，拉萨在内的西藏全部主要城市都有解放军驻守，并在西藏东部和西部的整个地区集中大量的军队。至此，中華人民共和國取得對西藏之实質控制权。
11月15日，拉美萨尔瓦多代表团团长赫克托·戴维·卡斯特罗在联合国大会上提出讨论中共“進入西藏问题”。
11月24日，在印度和英國的動議下，联大总务委员会决定无限期延缓讨论这一问题。
- 1954年

中华人民共和国政府颁布宪法，规定了西藏的地位，并筹备成立西藏自治区。
印度宣布在其佔據的西藏領土上成立了東北邊境特區。同年出版的印度官方地圖首次把麥克馬洪線從1936年以來註明為“未標定界”改為“已定界”。
- 1955年

中央人民政府在四川、青海等地藏區推行人民公社制度，进行大躍進运动。
- 1956年

从1956年开始，随着中華人民共和國政府推行西藏民主改革（土地改革運動），西藏发生了大規模民變。中華人民共和國政府声稱是西藏反动贵族率先发动了叛乱。
- 1959年

中華人民共和國官员張經武邀請剛得到學位的達賴喇嘛一同欣賞歌舞，中央官員多番催促希望確定表演時間，丹增嘉措最終選定3月10日。
3月10日，藏族中拥护达赖喇嘛的群體擔心達賴喇嘛遭中共綁架，包圍達賴喇嘛的夏宮羅布林卡，勸阻他赴約，並在大街上張貼海報、呼口號，要求中共離開西藏。最后演变为武装冲突。西方国家将这件事定性为中共对西藏的武装入侵，雖然中華人民共和國1951年便取得了西藏的實際控制權。後來，流亡藏人將3月10日視為正式起義反抗中共的紀念日西藏人民起义日。
3月17日，持續近一周的談判破裂后，解放軍開始炮击藏族反抗武装占据的羅布林卡，當天深夜達賴喇嘛離開拉薩，飛往印度实际控制的达旺地区，開始了与8萬西藏人一起的流亡生涯。
3月26日，出於反中共目的，蔣介石發表《告西藏同胞書》聲援西藏抗暴，宣示：“將俟摧毀匪偽政權之後，西藏人民能自由表示其意志之時，本民族自決的原則，由西藏人民決定西藏未來的政治制度與政治地位”。
3月28日，国务院总理周恩来签署国务院令，宣布解散原西藏地方政府，由西藏自治区筹备委员会行使西藏地方政府职权，并在西藏实施民主改革，废除政教合一的封建农奴制。
4月29日，噶厦政府人员在印度达兰萨拉宣布成立西藏流亡政府，要求西藏独立，并在西方社會逐渐得到了一些支持。班禅则支持中共。
6月20日，达赖喇嘛宣佈不承認「十七條協議」，並聲明「十七條協定」是西藏政府和西藏人民在武力逼迫下簽訂的。西藏流亡政府指，当年由阿沛·阿旺晉美率领的5人谈判代表团，是在中共当局的逼迫下和北京签署17条和平协议的。当时他们在无法通知西藏政府的情况下，以个人名义在协议上签名，文件上的印章没有他们的正式官衔。
同一年，西藏开始进行名为西藏民主改革的土地改革運動。
1959年、1961年和1965年，在达赖喇嘛呼吁下，联合国通过三次决议，要求中共尊重西藏人權與藏人民族自決的愿望。
- 1963年

达赖喇嘛颁布一份基于《世界人权宣言》的民主化憲法草案（名為「流亡藏人憲章」），成立由流亡印度的难民选举产生的西藏流亡议会，并由西藏流亡议会选出西藏流亡政府。憲章還規定了其人民擁有言論、信仰、以及集會自由。
- 1989年

1月28日，十世班禪班禪額爾德尼·確吉堅贊於西藏圓寂。
3月，對中華人民共和國政府的西藏政策不滿的人士發起遊行示威，并引發1989年拉萨骚乱，最终演变成流血衝突。當時的中共西藏自治區黨委書記胡錦濤向中共中央請求實施戒嚴。
3月7日，中華人民共和國國務院在拉萨宣布戒严、出动武警和中国人民解放军部队以武力平定的事件。這次事件中有387人死亡、721人受傷。
- 1995年

5月14日，在全國政協委員、班禪靈童尋訪小組組長、扎什倫布寺住持恰扎仁波切將尋訪結果通信告知達賴喇嘛後，達賴喇嘛单方面宣佈更登確吉尼瑪是十世班禪喇嘛的轉世靈童。北京政府隨即宣佈恰扎仁波切「叛國」，並且不承認更登確吉尼瑪的靈童候選資格。
5月17日，只有六歲的更登確吉尼瑪與其家人被人带走，下落不明。傳與父母遭軟禁在北京。
11月29日，中華人民共和国政府經過金瓶掣簽，最終認定坚赞诺布為第十世班禪額爾德尼的转世灵童。
12月8日，坚赞诺布按照藏传佛教仪轨和历史定制在扎什伦布寺举行了坐床典礼，经师波米·强巴洛珠活佛为其剃度，并为之取法名为吉尊·洛桑强巴伦珠确吉杰布·白桑布。
- 1996年

恰扎仁波切於次年被判處有期徒刑6年。
- 2001年

在第十四世達賴喇嘛的建議下，印度的西藏流亡社區以直接選舉形式推舉了首名西藏流亡政府的首席部長噶倫赤巴，然後再由噶倫赤巴向議會提出其他內閣成員的候選名單，經議會通過後正式任命之。
- 2005年

流亡的达赖喇嘛的态度已转向缓和，其政治诉求也从完全独立向自治转变，其政治主張被稱為中間道路、真正自治。达赖喇嘛在接受《南华早报》的采访中公开表示：“我们愿意成为中华人民共和国的一部分，让北京管理，但保存我们西藏的文化、宗教和环境”。
- 2006年

9月30日，發生中華人民共和國边防武警向企图穿越西藏与尼泊尔边境上的囊帕拉山口（海拔5700米，一译朗喀巴山口）、出境前往尼泊尔的75名西藏逃亡者开枪射击并至少打死两人的囊帕拉枪杀事件。
- 2008年

3月，部分藏族人士為了纪念1959年3月初武装反抗中华人民共和国49周年，在中國的藏区、印度的部分藏族激进人士集体抗议，但後來演变成2008年藏区骚乱，部分藏族暴亂者襲擊漢族、回族平民和商店、汽车等民用设施；中華人民共和国政府出动大量武警以催淚彈、盾牌陣等方法以恢复社会治安。地點以西藏自治區的首府拉萨为主（称“三·一四事件”），事件波及甘肅省甘南藏族自治州（2008年甘南骚乱）、四川省阿坝藏族羌族自治州（2008年阿坝騷亂）等地。印度、尼泊尔等国也有相關的抗议活动发生。
3月15日，拉薩市內大致回復正常，但所有店鋪都沒有營業。
3月17日，記者被送離拉薩。
3月25日，記者才再由官方安排進行採訪。由于中華人民共和國政府對媒体新闻采访加以嚴格限制，所以在此次军民冲突中的伤亡人数没有统一的数目。中華人民共和國官方宣布有22人在暴乱中死亡，这些人都是被暴乱者襲擊的非藏族人，或为非藏族人开设店铺的藏族雇员。西藏达赖流亡政府宣布148人死亡。
6月4日，达赖喇嘛在接受《新印度时报》记者采访中表示，位于“阿鲁纳恰尔邦”（中方不承认该邦存在）的达旺属于印度领土，再次证实1913年1914年西藏与英国签署的《西姆拉條約》有效性，承认麦克马洪线。
11月，西藏骚乱後，西藏流亡政府曾三次派出人員前往北京進行商談。藏方代表甲日等人再次到北京與統戰部部長杜青林會談，提出「為全體藏人獲得真正自治的備忘錄」。但新華社隨後發文駁斥該備忘錄，認為仍是一份「假自治、真獨立」的主張。
- 2011年

3月14日，达赖喇嘛致函第十四届西藏人民议会全体议员，称为推进民主制度，“不再担任领导人的职责、而是由人民选举產生的领导人承担起所有政治权责”
4月27日，洛桑森格正式当选西藏流亡政府新一届总理。
8月8日，洛桑森格宣誓就任流亡西藏內閣總理（噶倫赤巴），第十四世達賴喇嘛將一切政治權力移交給他，終結了西藏政体政教合一的傳統。
- 2012年

1月23日，因藏人自焚，再度引发衝突，阿坝、甘孜、色达青海多地发生示威游行和流血冲突。

### 引用
1. 1 2  吳宗翰.  (PDF). 國立臺灣大學政治學系中國大陸暨兩岸關係教學與研究中心. 2011年  [2015-05-03]. ISBN 9789860278057. （原始内容存档 (PDF)于2015-05-18）.
2. ↑  西藏通訊，2009年11月、12月號，李江琳口述，第8頁
3. ↑  .   [2011-10-14]. （原始内容存档于2011-08-12）.
4. ↑  Melvyn C. Goldstein. . University of California Press. 1999: 71. ISBN 978-0-520-21951-9.（英文）
5. ↑  Josephine Ma. . 《南華早報》. 2009-03-11. （原始内容存档于2018-07-20）.
6. ↑  中国藏学研究中心研究员廉湘民. . 人民日报. 2008年4月22日  [2024年9月22日]. （原始内容存档于2024年9月22日） –中新网.
7. ↑  Tsering Shakya. . Columbia University Press. 1999: 387. ISBN 978-0-231-11814-9.
8. ↑  .   [2012-01-07]. （原始内容存档于2012-06-07）.
9. ↑  .   [2009-03-28]. （原始内容存档于2014-02-22）.
10. ↑  王家偉等,2000年,《中國西藏的歷史地位》,北京市:五洲傳播。 伍昆明編,2006年,《西藏近三百年政治史》,廈門市:鷺江。張永攀,2007年, 《英帝國與中國西藏(1937-1947)》,北京:中國社會科學。張雲,2008年, 《西藏歷史問題研究》,北京:中國藏學。解放西藏史編委會,2008年,《解放西藏史》,北京:中共黨史。謝彬等,2009年,《西藏問題》,鄭州市: 大象。
11. ↑  Dibyesh Anand. . University of Minnesota Press. 2007年. ISBN 978-1-4529-1333-9.
12. ↑  Pierre-Antoine Donnet. . Oxford University Press. 1994年  [2015-05-03]. ISBN 978-1-85649-129-7. （原始内容存档于2014-06-27）.
13. ↑  蒙藏委員會於2008年出版的研討會論文有多篇屬此類觀點,可參閱蒙藏委員會藏事處 (编). . 台北: 蒙藏委員會. 2008年  [2020-06-27]. ISBN 9789860143874. （原始内容存档于2019-12-22）.
14. ↑  Goldstein, Melvyn C. . Berkeley: University of California. 1999年: x–xii.
15. ↑  . www.chinese-memorial.org.   [2012-01-07]. （原始内容存档于2012-01-03）.
16. ↑  Dibyesh Anand. Strategic Hypocrisy: The British Imperial Scripting of Tibet's Geopolitical Identity （页面存档备份，存于）. The Journal of Asian Studies, 68(1), 2009年, p. 240.
17. ↑  Geoffrey Flack.  (PDF). Postal Himal. No. 79. 1994年: 47–50  [2018-12-02]. （原始内容存档 (PDF)于2019-08-06）.
18. ↑  Tsering Shakya. Tibet and The League of Nations with Reference to Letters Found in The India Office Library, under Sir Charles Bell's Collections （页面存档备份，存于）. The Tibet Journal, 10(no. 3), 1985年, p. 48–53.
19. ↑  Alex McKay. Tibet and the British Raj: The Frontier Cadre, 1904-1947. Psychology Press. 1997年. ISBN 978-0-7007-0627-3, 149,153頁
20. ↑  Tsering Shakya. . 《紐約時報》.   [2018-11-15]. （原始内容存档于2018-06-24） （英语）.
21. ↑  Claude Arpi. Born in Sin: The Panchsheel Agreement : the Sacrifice of Tibet. Mittal Publications. 2004. ISBN 978-81-7099-974-4 56-57頁
22. ↑  C. H. Alexandrowicz. . 《外交》雜誌. April 1953  [2018-11-15]. （原始内容存档于2018-11-25）.
23. ↑  Letter Dated 22 July 1949 From The Director-General, Foreign Affairs, Kathmandu, Nepal To The Chairman Of The Committee On The Admission Of New Members (United Nations Security Council S/C,2/16, 8 August 1949)
24. ↑  .   [2014-01-02]. （原始内容存档于2014-11-22）.
25. ↑  .   [2014年1月2日]. （原始内容存档于2014年2月17日）.
26. ↑   (PDF).   [2014-01-02]. （原始内容 (PDF)存档于2014-01-02）.
27. ↑  . www.tibetjustice.org.   [2014-01-02]. （原始内容存档于2014-01-02）.
28. ↑  .   [2014-01-02]. （原始内容存档于2013-09-30）.
29. ↑  Dr. Alicia Campi; Dr. Denys Voaden.  (PDF). 蒙藏現況雙月報. 2007年, 第十六卷 (第四期): 62–63  [2024-11-30]. （原始内容存档 (PDF)于2024-11-19）. 简明摘要.
30. ↑  Rockhill, William Woodville. . Century Company. 1891年7月14日.
31. ↑  Rockhill, William Woodville. . Smithsonian Institution. 1894年7月14日  [2024年7月14日]. （原始内容存档于2024年7月14日）.
32. ↑  Rockhill, W. W. . T'oung Pao. 1910, 11 (1): 1–104. JSTOR 4526129.
33. ↑  .  VII. Washington: United States Government Printing Office. 1972年: 589–592  [2024-06-14]. （原始内容存档于2024-11-27）.
34. ↑  .  IX. Washington: United States Government Printing Office. 1974年: 1066–1072  [2024-06-14]. （原始内容存档于2024-06-14）.
35. ↑  .   [2020-12-23]. （原始内容存档于2021-01-04）.
36. ↑  .   [2008-03-17]. （原始内容存档于2008-05-23）.
37. ↑  .   [2022-12-12]. （原始内容存档于2022-12-12）.
38. ↑  . RFI - 法国国际广播电台. 2022年12月23日  [2022年12月23日]. （原始内容存档于2022年12月26日）.
39. ↑  . United States Department of State.   [2023-08-23]. （原始内容存档于2023-09-21） （英语）.
40. ↑  . 德國之聲. 2024年6月13日  [2024-06-14]. （原始内容存档于2024-07-23） （中文）.
41. ↑  . 自由亞洲電台. 2024-07-13  [2024-07-14]. （原始内容存档于2024-10-05） （中文）.
42. ↑  . www.tibet.org.tw.   [2011-10-14]. （原始内容存档于2011-10-03）.
43. ↑  . www.facebook.com.   [2020-06-27]. （原始内容存档于2020-05-11）.
44. ↑  中國3度鎮壓西藏 扁：和平協議是廢紙 （页面存档备份，存于）, 自由時報, 2008年3月19日
45. ↑  和平協議 若沒納入國際安全體系 陳榮傑︰和平沒一撇 安全路先斷 （页面存档备份，存于）, 自由時報, 2012-12-31
46. ↑  黃昆輝批馬：和平協議恐成投降協議 （页面存档备份，存于）, 自由時報, 2011-10-18
47. ↑  馬英九「和平協議」說法在台引爭議 （页面存档备份，存于）, BBC中文網, 2011年10月18日
48. ↑  民進黨民調：台多數民眾不相信和平協議, BBC中文網, 2011年10月26日
49. ↑  杨公素. 所谓“西藏独立”由来及剖析. 中国藏学, 1989(1). 网络版 （页面存档备份，存于）
50. ↑  Melvyn C. Goldstein; Gelek Rimpoche. . University of California Press. 1 January 1989: 59–60. ISBN 978-0-520-06140-8.
51. ↑  John Powers. . Oxford University Press. 15 September 2004: 71. ISBN 978-0-19-803884-9.
52. ↑  Proclamation of Independence of Tibet（英文）
53. ↑  . 第十四世達賴喇嘛官方國際華文網站.   [2011-10-14]. （原始内容存档于2013-02-08）.
54. ↑  《喇嘛王国的覆灭》，603页，中国藏学出版社
55. ↑  第十四世達賴喇嘛年表 （页面存档备份，存于） 第十四世達賴喇嘛官方網站（中文）
56. ↑  Gyatso, Tenzin, Dalai Lama XIV, interview, 1981-07-25
57. ↑  Goldstein, Melvyn C., A History of Modern Tibet, 1913-1951, University of California Press, 1989, pp812-813
58. ↑  Claude Arpi. . Lancer Publishers.   [2014-01-02]. ISBN 978-1-935501-49-7. （原始内容存档于2014-05-02）.
59. ↑  流亡政府概況 （页面存档备份，存于） 達賴喇嘛西藏宗教基金會 官方網站
60. ↑  紀念西藏抗暴48週年 籲請國際正視中國暴行 Archive.today的存檔，存档日期2013-11-29 2007年03月12日 中央廣播電台 網站一篇訪問「達賴喇嘛西藏宗教基金會」秘書長「索朗多杰」的訪問紀錄。
61. ↑  Press Reports-History （页面存档备份，存于） March10.org 由自由西藏学生运动所架設的網站。
62. ↑  钟辰芳. . 美国之音. 2009-12-24  [2009-12-26]. （原始内容存档于2009-12-29）.
63. ↑  Profile: The Dalai Lama （页面存档备份，存于） from a BBC News website
64. ↑  林和立: Chinese Politics in the Hu Jintao Era: New Leaders, New Challenges
65. ↑  . 2005年3月15日  [2011年10月14日]. （原始内容存档于2009年6月7日） –news.bbc.co.uk.
66. ↑  . 2008年3月12日  [2011年10月14日]. （原始内容存档于2008年3月19日） –news.bbc.co.uk.
67. ↑  http://www.voanews.com/chinese/archive/2008-06/w2008-06-11-voa49.cfm?CFID=24938400&CFTOKEN=74542097%5B%5D 美国之音中文网对达赖喇嘛承认达旺属于印度领土的报道
68. ↑  达旺为六世达赖出生地
69. ↑  . 第十四世達賴喇嘛官方國際華文網站.   [2011-10-14]. （原始内容存档于2013-02-09）.
70. ↑  . BBC中文网. 2011-04-27.

## 外部連結
- （英文）西藏流亡政府网站（页面存档备份，存于）
- （中文）－西藏之頁
- （英文）国际西藏独立运动（页面存档备份，存于）
- （英文）西藏學社 Tibet Society（页面存档备份，存于）
- （中文）－曹長青網站
- （中文）－中华人民共和国外交部